# نوآباد (حصار)
نوآباد (به خط تاجیکی: ҷамоати деҳоти Навобод) جماعت دهات و روستایی در کشور تاجیکستان است که در ناحیهٔ حصار، منطقهٔ «ناحیه‌های تابع جمهوری» قرار دارد. جمعیت این جماعت ۳۲٬۳۳۹ است.

## لیست دهات تابعه
(جمعیت در سال ۲۰۲۲ میلادی)
- ‌ آب‌گرمی (Обигармӣ)(۱٬۶۶۴)
- آی‌باش (Ойбош)(۲٬۰۰۲)
- چغورک بالا (Чуқураки Боло)(۲٬۷۸۴)
- سیبستان (Себистон)(۱٬۳۹۶)
- ستاره (Ситора)[سابقا قزل‌یولدوز / Қизил Юлдуз](۴٬۰۱۹)
- شاپور (Шопур)(۱٬۱۶۵)
- غوریات (Ғуриёт)(۵٬۴۸۷)
- فیض‌بخش (Файзбахш)(۷۶۱)
- کوهان (Кӯҳон)(۵۲۹)
- لاله‌گی (Лолагӣ)(۴٬۰۴۴)
- مولان‌جر (Мавлонҷар)(۲٬۱۵۳)
- مولان‌جر آباد (Мавлонҷари Боло)(۱٬۶۸۷)
- نوآباد (Навобод)(۱٬۳۶۸)
- هجوم (Ҳуҷум)(۱٬۷۹۷)
- همدلان (Ҳамдилон)(۱٬۳۳۲)